# Коритище (Житомирський район)
Кори́тище — село в Україні, у Житомирському районі Житомирської області. Входить до складу Хорошівської селищної громади.

## Історія
Село Коритище розташоване на відстані 32 км від Житомира, 15 км від Хорошева. Перше згадування про село можна знайти в метрикальних книгах Топорищенського костелу за рік 1793. Наступний документ всказує на те, що в році 1834 село належало Яну Завіши.
Предки мешканців сучасного села поселилися тут перед 1800 р. І володіли садибною і польовою землею до 40 десятин і сервітутами. Місцевість була болотиста, у непрохідних лісах. За володіння землею відбувалися повинності 18 днів на рік і сплачувався чинш, який збільшувався з кожним роком.
Наприкінці XIX ст. селище згадується в Географічному словнику Королівства Польського, як "wieśpow. zytomierskiego, nadrz Trostianicą, o 10 km. od m ka Czerniachowa". За даними 1887 року в селі проживало 443 чол.
В 20-х роках XX ст. Коритище було великим селом, у якому проживало 656 чол. Переважно польської національності. 1926 року поляки становили 76,2 %. до 1937 року в селі була середня польська школа.
До війни село мало трагічну, подібну до сотень інших сіл, долю з розкуркуленням найміцніших господарів (Сорочинських, Жидецьких), голодомором 1932—1933 років, репресіями найбільш свідомих, освічених, активних людей. Із розібраного в Топорищах костелу в Коритищі після війни побудовано клуб.
У 1923—54 роках — адміністративний центр Коритищенської сільської ради.
Нині Коритище входить до Топорищенської сільради, у ньому проживає близько 100 чоловік, переважно похилого віку, більшість з яких польського походження. На початку 90-х років мешканці отримали можливість відправляти богослужіння римо-католицького обряду.

## Населення
За даними перепису 2001 року населення села становило 114 осіб, з них 98,25 % зазначили рідною українську мову, а 1,75 % — російську.

## Джерело
- Римо-католицька парафія в Хмільнику [Архівовано 19 березня 2008 у Wayback Machine.]